# Перелом позвоночника
Перелом позвоночника — патологическое состояние, возникающее в ходе нарушения анатомической целостности костей позвоночника. Происходит под воздействием силы, вызывающей резкие и чрезмерные сгибания позвоночника или при непосредственном воздействии силы (травма). Все переломы позвоночника можно разделить на ряд групп в зависимости от положения перелома и его характера:
- Перелом шейного отдела позвоночника
- Переломы тел грудных и поясничных позвонков
  - Перелом грудного отдела позвоночника
  - Перелом поясничного отдела позвоночника
- Перелом крестца
- Перелом копчика
- Переломы поп — чаще всего происходят в поясничной области
- Переломы остистых отростков позвонков — встречаются редко

- Компрессионный перелом позвоночника
- Клиновидный перелом

## Повреждения нижнего шейного отдела позвоночника
В этой части рассмотрены повреждения, которые чаще всего отмечаются на уровне с C3 до C7 позвонков.

### Классификация C. Argenson и соавторы
Группа исследователей под руководством С. Argenson в 1997 году, ретроспективно изучив 306 тяжёлых повреждений нижнего шейного отдела позвоночника, произошедших у 255 пациентов госпиталя Университета г. Ниццы (Франция), предложила классификацию повреждений, основанную на направлении действия травмирующей силы. В каждой из предложенных классификационных групп повреждения расположены в порядке увеличения тяжести повреждений.

#### Компрессионные повреждения
A. Клиновидные компрессионные переломы тел позвонков
B. Взрывные переломы тел позвонков
C. Оскольчатые переломы тел позвонков по типу «висящей капли»

#### Флексионно-дистракционные повреждения
А. «Хлыстовые» повреждения
В. Тяжёлые перерастяжения
С. Двухсторонний переломовывих позвонков
- Флексионный
- Экстензионный

#### Ротационные повреждения
A. Односторонний перелом суставного отростка
B. Отрывной перелом суставной колонны
C. Односторонний вывих позвонка

## Переломы в грудопоясничном переходе позвоночника

### Причины возникновения
Переломы в грудном и поясничном отделах позвоночника обычно вызваны высокоэнергетической травмой, такой как:
- травма при дорожно-транспортном происшествии;
- травма, полученная при падении с высоты (2-3 метра), называемая, кататравмой;
- спортивные травмы;
- криминальные травмы, такие как огнестрельное ранение;

Переломы позвоночника не всегда могут быть вызваны высокоэнергетической травмой. К примеру, люди, страдающие остеопорозом, опухолью позвоночника и другими патологиями, снижающими прочность костной ткани, могут получить перелом какого-либо позвонка при обычной для них ежедневной активности.

### Классификация AO/ASIF
Данная классификация предложена коллективом авторов во главе с F. Magerl. Эта швейцарская система классификации перелом в грудопоясничном переходе остаётся основной для практического применения во всем мире. Согласно ей, переломы позвонков подразделяются на три главные группы, в зависимости от механизма повреждения.
Итак, выделяют три главных типа переломов тел грудных и поясничных позвонков:
- Флексионное повреждение (Тип А по Magerl et al.), возникающее при аксиальной компрессии тела позвонка и сгибании позвоночника;
- Экстензионное повреждение (Тип B по Magerl et al.), возникающее при аксиальной дистракции и разгибании в позвоночнике;
- Ротационное повреждение (Тип C по Magerl et al.), включающее в себя либо компрессионное, либо экстензионное повреждение позвонка, сочетающееся с ротацией по оси.[5]

Задний связочный комплекс остаётся интактным. Повреждение дужки, если присутствует, представлено всегда вертикальным расколом пластинки или остистых отростков. Однако, волокна конского хвоста выступают через прорыв вне твёрдой мозговой оболочки и могут быть ущемлены в переломе наружной пластинки. Верхний, нижний и боковой варианты происходят при взрывных переломах с частичным расколом. В боковых переломах со значительным ангулированием фронтальной пластины может присутствовать дистрактивное повреждение на выпуклой стороне Частота возникновения неврологических повреждений высока и возрастает значительно от подгруппы к подгруппе (от A3.1 до A3.3).

#### Тип В. Повреждения передних и задних элементов с дистракцией.
Общие характеристики. Основной критерий — поперечный разрыв одной или обеих позвоночных колонн. Флексия-дистракция становятся причиной заднего разрыва и растяжения (группы В1 и В2), и гиперэкстензия с переднезадним скручивания или без него влечёт за собой передний разрыв и растяжение (группа ВЗ).
В повреждениях В1 и В2 переднее повреждение может происходить через диск или перелом типа А тела позвонка. Более серьёзные повреждения В1 и В2 могут затронуть мышцы разгибатели спины и их фасцию. Таким образом, задний разрыв может распространиться в подкожные ткани.
Смещённый вывих в сагиттальном направлении может присутствовать, и если не виден на рентгенограммах, нужно иметь в виду потенциал для сагиттального смещения. Степень нестабильности колеблется от частичной до полной.

##### Группа В1. Повреждения с преобладанием связочного заднего разрыва.
Главный признак — это разрыв заднего связочного комплекса с двусторонним подвывихом, вывихом или фасеточным переломом. Заднее повреждение может сочетаться либо с поперечным разрывом диска или переломом типа А тела позвонка. Чистые флексии-подвывихи нестабильны только при флексии и скручивании. Повреждения В1 сочетаются с нестабильным компрессионным переломом типа А тела позвонка. Частое возникновение неврологического дефицита и/или фрагментов тела позвонка, смещённых в позвоночный канал.

##### Группа В2. Остистый задний разрыв.
Основной критерий — это поперечный разрыв задней колонны через нижнюю пластинку и педикулы или перешеек. Межостистые и надостистые связки порваны. Как в группе В1 задние повреждения могут сочетаться либо с поперечным разрывом диска или с переломом типа А тела позвонка. Однако, не существует повреждения в рамках переломов типа А, которое соответствовало бы поперечному перелому обеих колонн. За исключением поперечного двухколонного перелома, степень нестабильности наряду с частотой возникновения неврологического дефицита несколько выше, чем при повреждениях В1.

##### Группа ВЗ. Передний разрыв диска.
В редких случаях гиперэктензионных повреждений поперечное повреждение начинается в передней части и может ограничиться передней колонной или продвинуться назад. Переднее повреждение всегда происходит через диск. В большинстве случаев заднее повреждение представлено переломами суставных отростков, нижней пластинки или pars interarticularis. Сагиттальный смещённый вывих не редкость при таких повреждениях. Переднее смещение может произойти при повреждениях типа В3.1. и В3.2., тогда как задний вывих характерен для подгруппы ВЗ. З.

#### Тип С: Повреждения передних и задних элементов с ротацией.
Общие характеристики включают повреждение обеих колонн, вывих с ротацией, разрыв всех связок дисков, переломы суставных отростков, перелом поперечных отростков, боковое повреждение кортикальной пластинки, асимметричные повреждения позвонка, переломы дужек.

##### Группа С1. Тип А с ротацией.
Эта группа содержит ротационные, клинообразные, с раскалыванием и взрывные переломы. В типе А с ротацией одна боковая стенка позвонка часто остаётся интактной. Как уже отмечалось, может произойти сагиттальный раскол вместе с взрывным ротационным переломом вследствие осевого скручивания. Отделение позвонка представляет собой многоуровневое корональное повреждение с расколом. При этом повреждении позвоночный канал может быть расширен в месте перелома.

##### Группа С2. Тип В с ротацией.
Наиболее часто встречающиеся повреждения С2 — это различные варианты флексии-подвывиха с ротацией.

##### Группа СЗ. Ротационные повреждения со скручиванием.
По мнению авторов классификации, косые переломы ещё более нестабильны, чем переломы в виде поперечного среза. Однако, переломы в виде поперечного среза более опасны для спинного мозга из-за среза в горизонтальном плане.

### Стабильность переломов
R. Louis в 1985 году предложил следующие определения.
Стабильность позвоночника это свойство, благодаря которому элементы позвоночника сохраняют свои нормальные анатомические взаимоотношения во всех физиологических положениях позвоночника.
Нестабильность, или потеря стабильности, это патологический процесс, который может привести к смещению позвонков, превышающему физиологические пределы.
F. Denis предложил трехколонную концепцию строения позвоночника, согласно которой определял стабильность повреждения.
Автор выделил три опорные колонны:
- Переднюю
- Среднюю
- Заднюю

Передняя опорная колонна состоит из:
- передней продольной связки
- Передняя половина тел позвонков и межпозвонковых дисков.

Средняя опорная колонна позвоночника включает:
- заднюю продольную связку
- заднюю половину тел позвонков и межпозвонковых дисков.

Задняя опорная колонна позвоночника включает в себя следующие элементы:
- поперечные отростки позвонков
- остистые отростки позвонков
- ножки дужек позвонков
- ламинарные части дужек позвонков
- фасеточные суставы
- межостистые связки
- надостистые связки
- жёлтые связки

Изолированные повреждения только передней или задней опорной колонны являются стабильными и, как правило, требуют консервативного лечения. Нестабильными являются повреждения одновременно передней и средней или средней и задней опорных колонн и требуют хирургического лечения, также как и крайне нестабильные повреждения, затрагивающие все три опорные колонны позвоночника. См. источник (на англ. яз.)

## Терапия
Тяжёлая травма позвоночника, осложнённая повреждением спинного мозга в виде его компрессии, размозжения, частичным или полным разрывом, ведёт к глубокой инвалидизации пострадавших. По различным данным частота этого вида травмы варьируется от 11 до 112 человек на 100 000 жителей, причём её последствия проявляются вялым или спастическим параличом, парезом конечностей и дисфункцией тазовых органов. Использование современных препаратов ноотропного, холиномиметического, сосудорасщиряющего действия, кортикостероидов, блокаторов цикло-оксигеназы-1, различных регуляторных пептидов, переносчиков кислорода в ткани и т.д. - не всегда позволяет добиться возвращения утраченных функций спинного мозга. Применение методов электростимуляции мышц конечностей и стимуляции функций тазовых органов для предотвращения развития в них нейродистрофических изменений после травмы также позволяет достигнуть лишь некоторого ослабления клинических проявлений. Развившиеся в результате травмы параличи и органные дисфункции обычно остаются резистентными к применяемым лечебным воздействиям.